# Les Transformateurs
Les Transformateurs est un parti politique tchadien fondé en 2018 par Succès Masra et légalisé le 14 juin 2019.

## Historique

### Fondation et répression sous Idriss Déby
Lancé en 2018, le parti voit le 2 juin 2019 une de ses réunions empêchées par la police, alors qu'il réclame sa légalisation par les autorités. Le parti est finalement légalisé le 14 juin avec une publication au journal officiel. En octobre 2019, le parti appelle à un dialogue national.
En octobre 2020, à quelques mois de l'élection présidentielle tchadienne de 2021, sous couvert de mesures sanitaires face à la pandémie de Covid-19, la police quadrille les sièges de plusieurs partis d'opposition dont celui des Transformateurs. Ceux-ci tentaient d'organiser une réunion commune. Dans le même temps, les rassemblements de campagne du parti au pouvoir sont autorisés. En novembre, la police attaque le siège du parti par du gaz lacrymogène. Le 25 décembre, une manifestation des Transformateurs est interdite et dispersée. Succès Masra, qui réclame aux autorités un dialogue national pour pouvoir participer au scrutin, auquel il ne peut participer du fait de son âge, menace de rendre le pays « ingouvernable ». En février 2021, une nouvelle marche du parti est interdite puis réprimée et Succès Masra trouve refuge à l'ambassade des États-Unis,.

### Légalisation et poursuite de la répression sous Mahamat Idriss Déby
Après la mort du président Idriss Déby en avril 2021, son fils Mahamat Idriss Déby lui succède à la tête d'une junte pour une période transitoire de dix-huit mois. Le nouveau pouvoir continue de réprimer les marches de l'opposition menée par Les Transformateurs, qui s'opposent à la mise en place de la junte. Le parti obtient son agrément le 8 juin 2021, quatre mois après l'autorisation verbale du président Idriss Déby. En octobre, le siège du parti est perquisitionné. En décembre, le parti organise une manifestation qui rassemble une centaine de personnes, pour réclamer une modification de la charte de transition, le transfert du pouvoir aux civils et la tenue d'une conférence nationale.
Après l'annonce de la prolongation de la transition et la possibilité pour Déby fils de pouvoir participer au scrutin devant mettre fin à la transition, Succès Masra et son parti organisent des manifestations en septembre 2022 et boycottent le dialogue organisé par les autorités. Celles-ci sont réprimées et le siège du parti pris d'assaut. Une nouvelle marche est réprimée le 26 octobre, faisant 128 morts selon la commission des droits de l'homme, plus de 300 morts pour l'opposition, et 73 pour le gouvernement. Puis la répression s'abat sur les partisans des Transformateurs, dont le siège pris d'assaut est laissé à l'abandon. Ainsi entre 631 personnes dont 83 mineurs selon le gouvernement et entre 1500 à 2000 personnes selon l'opposition, sont raflés puis emprisonnés en plein déserts et jugés pour « insurrection » lors de procès de masse expéditifs sans avocats,.
Après la répression de ses partisans, Masra devient fugitif. Les États-Unis, craignant pour la sécurité de leur ambassade, refusent qu'il s'y abrite comme en 2021. Alors que la communauté internationale craint son exécution sommaire, elle tente de convaincre le pouvoir tchadien de l'épargner. Masra quitte alors le pays avec l'accord de la junte, qui instruit aux forces de sécurité de le laisser passer, et se rend au Cameroun voisin, dont la frontière est située à cinq minutes de N'Djamena,, se rend dans d'autres pays africains et européens, puis s'exile aux États-Unis.
Le 11 août 2023, Succès Masra annonce son prochain retour au Tchad, fixé au 18 octobre. À quelques jours de cette date, un mandat d'arrêt international émis contre lui le 8 juin est rendu public. La justice tchadienne reproche à Succès Masra d'avoir tenu en mai 2023 des propos « incitant à la haine et à la révolte » et d'avoir effectué une « tentative d'atteinte à l'ordre constitutionnel ». En octobre 2023, plusieurs dizaines de partisans de Succès Masra sont arrêtés par les forces de sécurité alors qu'ils étaient réunis au siège du parti. Celui-ci, de même que le domicile d'un des vice-présidents du parti, est quadrillé par autorités. Inspectant les manifestes de passagers, le gouvernement interdit aussi aux compagnies aériennes desservant le pays de laisser Masra embarquer dans leurs avions. En parallèle, une médiation sous l'égide de la Communauté économique des États de l'Afrique centrale (CEEAC) a lieu entre la junte et l'opposant.

### Cohabitation éphémère avec Mahamat Idriss Déby
Le 31 octobre 2023 à Kinshasa, Succès Masra signe avec la junte un accord permettant son retour. Le 3 novembre, Masra, qui s'est engagé à reconnaître les institutions de transition et à accepter le processus électoral, rentre à N'Djaména où il est accueilli par deux ministres, et non pas par ses partisans comme c'était souhaité. Il obtient également la garantie de ne pas être arrêté, ainsi que la suspension du mandat d'arrêt. Cependant, l'accord est rejeté par le reste de l'opposition, qui dénonce un « accord de dupes », notamment Yaya Dillo Djérou, qui dénonce l'amnistie des auteurs du massacre d'octobre 2022. Le 22 novembre, il rencontre Mahamat Idriss Déby.
Pendant la campagne sur le référendum constitutionnel du 17 décembre 2023, Masra appelle à voter pour la nouvelle constitution proposée par l'exécutif ; même s'il concède que celle-ci n'est pas parfaite, il la considère meilleure que les précédentes, puisqu'elle garantit notamment l'élection des gouverneurs. Le rejet du référendum prolongerait la « transition » en cours depuis le coup d'État de 2021 et il estime que le souhait de la population tchadienne est d'éviter une prolongation de cette transition. Il s'engage cependant à l'amender s'il arrive au pouvoir,. La nouvelle constitution est approuvée avec près de 86 % des voix.
Le 1er janvier 2024, Succès Masra est nommé Premier ministre, le premier de la nouvelle Ve République. Cette décision ne surprend pas l'opposition, qui accuse Masra d'avoir toujours eu pour ambition de diriger le gouvernement, et qu'il œuvrera à la réélection du président sortant. Il est également critiqué dans les rangs de son parti, de l'opposition, au sein de l'opinion publique, y compris dans la diaspora pour cette volte-face. Sa nomination est aussi perçue comme une partie de l'accord d'octobre. Par ailleurs, le gouvernement, formé en un temps record avant la prise de fonction de Masra, paraît imposé à celui-ci par le pouvoir. Deux vice-présidents du parti obtiennent cependant respectivement le portefeuille de l'Éducation nationale et un secrétariat d'État à la Justice.
En mars 2024, Succès Masra est investi candidat des Transformateurs à l'élection présidentielle du 6 mai 2024, qui a lieu sans révision des listes électorales. La campagne électorale est marquée par le duel entre un Mahamat Idriss Déby en quête de légitimité électorale et son principal rival, Succès Masra, qui mène une véritable campagne, au point de susciter l'inquiétude des observateurs dans le contexte d'une instabilité croissante de la région. Tout comme Mahamat Idriss Déby, Masra rassemble des milliers de personnes lors de ses meetings,. Meilleur orateur, Masra est le favori des sondages. L'issue du scrutin est cependant jugée largement sous le contrôle des caciques du régime, qui gardent la main sur les institutions électorales du pays.

### Retour dans l'opposition
Il arrive en seconde position avec 18,5 % des voix, loin derrière Mahamat Idriss Déby (61 %), et dénonce des fraudes électorales,. Il démissionne de son poste de Premier ministre.
Des élections législatives sont prévues pour décembre 2024. Les Transformateurs, comme de nombreux autres partis de l'opposition, annoncent refuser de prendre part à ces élections, dénonçant la difficulté de faire campagne alors que le pays a subi de graves inondations entre août et octobre qui ont causé plus de 600 morts et des centaines de milliers de déplacés. En marge des commémorations des deux ans du massacre du 22 octobre, Succès Masra annonce cette décision de boycotter et juge le scrutin joué d'avance. Le parti critique aussi le manque de temps pour réviser les textes électoraux,. Le parti boycotte aussi les élections sénatoriales de février 2025, largement remportées par le MPS.
Masra est arrêté le 16 mai 2025. En août 2025, il est condamné à 20 ans de prison ferme. La justice lui attribue un rôle dans l'attaque du village de Mandakao dans le Logone-Occidental le 14 mai. Cette attaque fait 42 morts,. Après sa condamnation en première instance, Masra réorganise le parti et nomme Bedoumra Kordjé, « conseiller stratégique senior » avec statut de vice-président. Ce dernier dirige le parti de manière collégiale,.
Après la condamnation de Succès Masra, Sitack Yombatina (ou Yombetina), un des vice-présidents du parti, démissionne du parti,.